# CLOVERS
CLOVERS（クローヴァーズ）は日本のアイリッシュ・パンクバンドである。

## 概要
2001年大阪にて結成。2006年コロムビアミュージックエンタテインメントよりデビュー。沖縄やアイルランドなどの島国独特のサウンドを融合させた唯一無二のミクスチャー・ロックバンドである。

## メンバー
- ミツオ（dr）
- シゲ（bass）
- チヅル（fiddle）
- アキラ（vo）
- コバ（key）
- ケイスケ（G）

以下の三名は2007年4月いっぱいにて脱退
- TSUYOSHI （ボーカル・Tinwhistle・ギター）
- TAKAO（マンドリン・BOUZOUKI・マンドラ）
- HARUMI（アコーディオン・ピアノ）

## ディスコグラフィー

### シングル
- 朽チ果テナイ唄（2006年10月25日）TOWER RECORDS限定

### アルバム
- Greenfield Rumble（2004年10月13日）
  1. OPENING THE CLOVERS
  2. GENUINE HERO ～真の英雄達～
  3. CAPTAIN CHUCKY
  4. HALLOWEEN a:NIGHTMARE b:BLACK SUNDAY
  5. THE DEEP SORROW OF THE CRIMINAL～罪人の嘆き～
  6. SUSPICION(Album Version)
  7. DEAR FRIEND
  8. FLAG
  9. HEAVEN
  10. やがて散りゆく花のように(Album Version)
  11. 哀愁の彼方へ
- 朽チ果テナイ唄（2006年12月6日）
  1. The Shining Of The Flame
  2. 朽チ果テナイ唄
  3. Boy's Downtown Blues
  4. When The Soul Sings
  5. The Place To Go
  6. Blasta
  7. 落ちて行く羽根
  8. Forsaken
  9. 監獄のミュゼット
  10. サーカス
  11. 島-故郷-
  12. 路上に吹く風
  13. Pleasant Moment

### ミニアルバム
- Smiling at the broken bottles（2006年5月24日）
  1. 桜露来歌
  2. MISERY
  3. Wagon on the highway
  4. Drinkin' Song
  5. 道